# Helosis cayennensis
Helosis cayennensis là một loài thực vật có hoa trong họ Balanophoraceae. Loài này được (Sw.) Spreng. mô tả khoa học đầu tiên năm 1826.